# بلاستيمة مكونة للكلية التالية
المأرمة المكونة للكلية التالية أو مأرمة الكلية الجنينية التالية (أو اللحمة المتوسطة للكلوة التالية أو الأديم المتوسط للكلية التالية) هي إحدى البنيتين الجنينيتين اللتين ينشأ عنهما الكلية (والمكون الآخر للكلية هو البرعم الحالبي.)
وتنمو المأرمة المكونة للكلية التالية لتكون كليونات ولكنها قد تدخل في تكوين جزء من نظام القناة الجامعة.
إن جهاز حث تكوين الأنسجة بين البرعم الحالبي ومأرمة الكلوة التالية هو جهاز تحكم تبادلي. وتعمل المأرمة المكونة للكلية التالية على إنتاج العامل التغذوي العصبي الناشئ عن الغدد التناسلية (GDNF)، وهو ضروري في ربط مستقبل التايروسين كاينيز بالبرعم الحالبي الذي يتشعب ويلتئم ونتيجة لذلك يشكل الحوض الكلوي والكؤوس الرئيسية والثانوية والقنوات الجامعة. وتؤدي التحولات التي تطرأ على جين غياب العين رقم 1 (EYA1) -الذي هو عامل نسخ- إلى حدوث التشوهات الكلوية المتمثلة في متلازمة الخيشوم والأذن والكلية (BOR syndrome).

## وصلات خارجية
- علم الأجنة السويسري (من جامعة لوزان، وجامعة برن، وجامعة فريبورغ) turinary/urinhaute01
- genital-017a — صور للجنين مصدرها جامعة كارولاينا الشمالية
- Diagram at mcgill.ca 1 نسخة محفوظة 4 مايو 2006 على موقع واي باك مشين.
- Diagram at mcgill.ca 2 نسخة محفوظة 6 يوليو 2006 على موقع واي باك مشين.
- Qiao J، Cohen D، Herzlinger D (1995). "The metanephric blastema differentiates into collecting system and nephron epithelia in vitro". Development. ج. 121 ع. 10: 3207–14. PMID:7588055.